# Rayya
Rayya là một thị xã và là một nagar panchayat của quận Amritsar thuộc bang Punjab, Ấn Độ.

## Nhân khẩu
Theo điều tra dân số năm 2001 của Ấn Độ, Rayya có dân số 12.620 người. Phái nam chiếm 53% tổng số dân và phái nữ chiếm 47%. Rayya có tỷ lệ 70% biết đọc biết viết, cao hơn tỷ lệ trung bình toàn quốc là 59,5%: tỷ lệ cho phái nam là 72%, và tỷ lệ cho phái nữ là 67%. Tại Rayya, 12% dân số nhỏ hơn 6 tuổi.